# デュンケル
デュンケル、またはドゥンケル（ドイツ語: Dunkelbier、ドイツ語: Dunkles）はビールのスタイルの一つである。

## 概要
ドイツ語: Dunkel（ドゥンケル）は「暗い」を意味する単語であり、ドイツ南部発祥の褐色の液色をしたビールである。18世紀になって液色の薄いピルスナーが開発されるまでは、ほとんどのビールが濃色であったため、単にデュンケルと呼んだ場合には、バイエルン地方のダークビール全般を指す。

## ミュンヒナーデュンケル
ミュンヒナーデュンケル（ドイツ語: Münchner Dunkel）はミュンヘンで造られる伝統的な下面発酵ビール。
麦の甘味、ホップの苦味、軽い口当たりのバランスが取れているのが特徴。
『ビアスタイル・ガイドライン1208』ではヨーロピアンスタイル・ダーク、ミュンヒナー・デュンケルとして以下のように定義している。
- 色合いは、ライト・ブラウンからダーク・ブラウン
- ホップの苦味よりも、モルトのフレーバーが大きく勝っている
- ミュンヘン・ダークモルトに由来するチョコレート香、トースト香、ビスケット香が特徴
- アルコール度数は4.5%から5%
- IBU 16から25
- SRM 15から20

SRM イメージ色
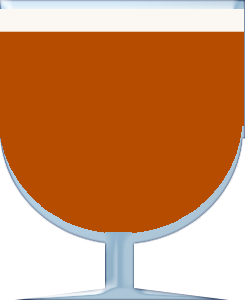
SRM 16
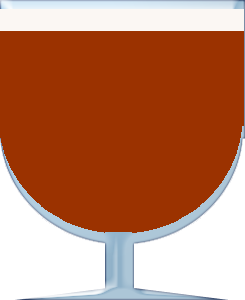
SRM 20

## デュンケルヴァイツェン
デュンケルヴァイツェン(英製ドイツ語: Dunkel weizen)は、小麦を主原料にした上面発酵ビール。ローストしたモルトを使用するのが特徴。製品は酵母入りであるため、生産者はボトルのラベルに「酵母を混ぜてグラスに注いで欲しい」か「酵母を混ぜないで上澄みだけをグラスに注いで欲しい」か明記する必要がある。
『ビアスタイル・ガイドライン1208』ではデュンケルヴァイツェンを以下のように定義している。
- 色合いは、カッパー・ブラウンからダーク・ブラウン
- ホップの苦味よりも、モルトのフレーバーが大きく勝っている
- ローストしたモルトに由来する麦芽の甘味とチョコレート香がはっきりしている
- アルコール度数は4.8%から5.4%
- IBU 10から15
- SRM 10から19

SRM イメージ色
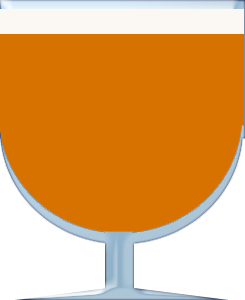
SRM 11
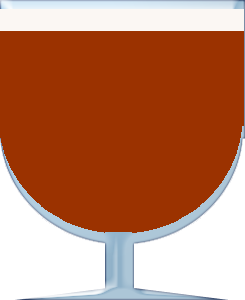
SRM 20

## ダブル・デュンケル、トリプル・デュンケル
通常のデュンケルの基準値よりもアルコール度数が高いが、味、香り、色合いなどの特徴が維持されており、かつその特徴と高アルコール分が調和しているいものをダブル・デュンケル、トリプル・デュンケルと呼ぶ。
ダブル・デュンケル・ヴァイツェンの製品にはアルコール度数7%を超すものもある。